# 조지 애시모어 피치

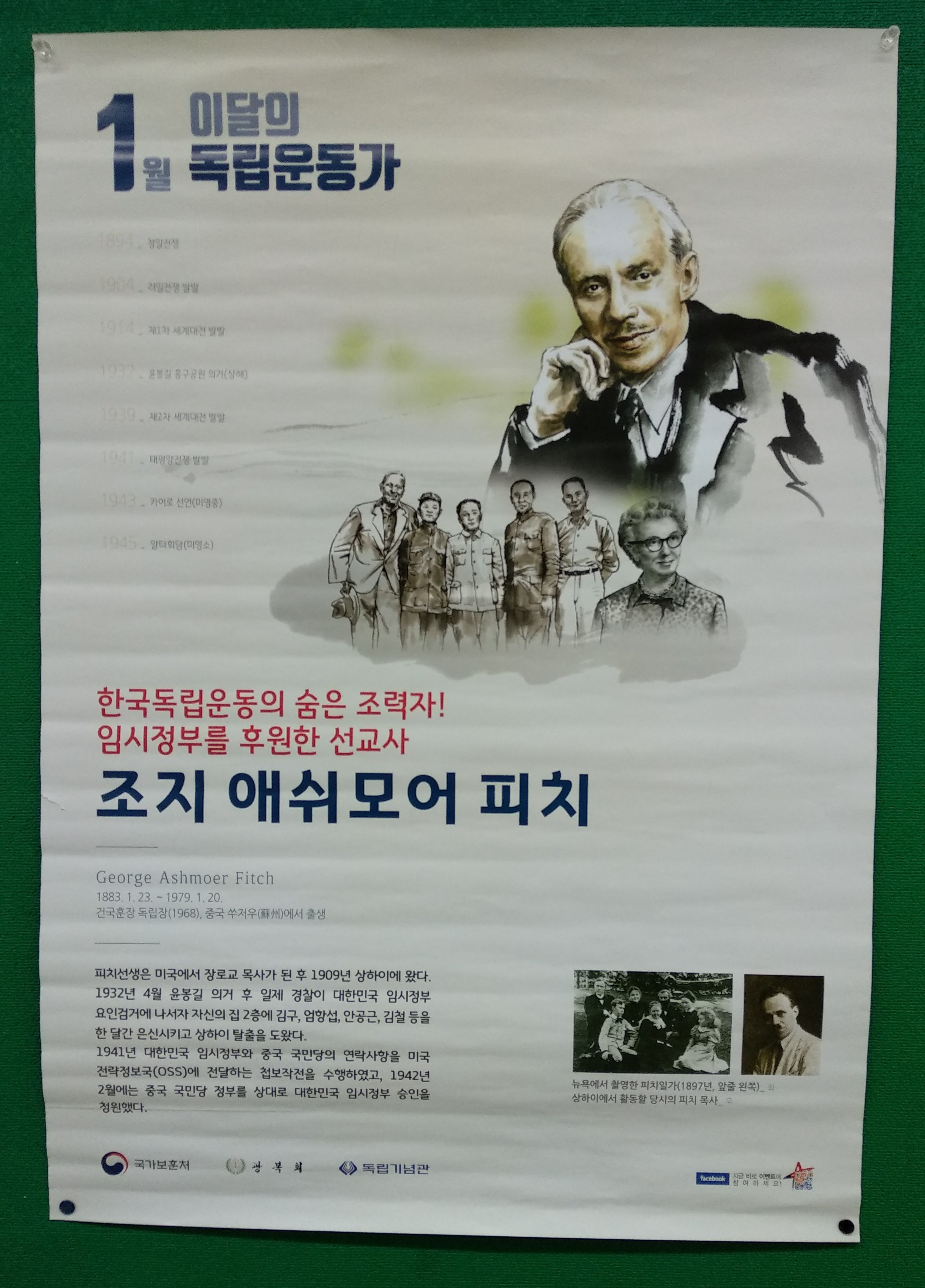
조지 피치는 대한민국 국가보훈처에서 선정한 이 달의 독립운동가 2018년 1월 인물로 선정되었다.

조지 애시모어 피치(영어: George Ashmore Fitch, 1883년 1월 23일 ~ 1979년 6월 3일)는 미국의 선교사이다. 1968년 대한민국에서 건국훈장 독립장을 서훈받았다. 도산 안창호 석방 운동에 앞장섰으며 일제 관헌의 감시를 받고 있던 백범 김구를 도망하도록 도왔다.
1883년 1월 23일, 청나라 장쑤성 쑤저우에서 장로교 선교사로 활동하며 한국의 독립운동을 도운 '조지 필드 피치'의 아들로 출생한 그는 일찍이 형제들과 함께 미국으로 건너가 교육을 받은 후 1905년 뉴욕 유니언 신학교를 나오고 목사가 된 그는 1909년 청나라 장쑤 성 상하이로 돌아와 YMCA 간사로 활동한다.
1918년 주중 미국대사의 환영행사에 여운형을 초대하였고 '찰스 크레인' 주중 미국대사에게 여운형을 소개해 한국의 문제에 대해 대화를 나눌 수 있도록 중재했다. 1919년에는 미국에서 설립된 한인구제회가 모금 활동에 어려움을 겪자 아버지와 함께 미국인 선교사들에게서 구호품과 의연금을 모집하였고 상하이에 설립된 한인학교인 '인성학교'가 재정적인 어려움에 처하자 모금 활동을 벌이기도 하였다. 1920년 한인구제회의 이사로 활동한다.
1932년 4월 윤봉길의 홍커우 공원 투탄의거 직후 피신해 온 김구, 엄항섭, 안공근, 김철을 한 달 동안 자택에 숨겨주었다. 일본 제국의 포위망이 좁혀오자 부인 '제랄딘'과 김구를 차라리 부부인양 위장시켜 상하이에서 탈출시킨다. 윤봉길의 훙커우 공원 사건 여파로 진행된 일본 제국 영사관 경찰의 불심검문에 체포된 안창호의 소식을 듣고 프랑스 조계지에서 프랑스 언론사와 경찰서장에게 "일본 재국 경찰의 불법적인 한국인 체포와 탄압을 방조하는 것은 프랑스 혁명정신을 포기하는 것"이라고 질타하며 프랑스인들의 각성을 요구하는 서한을 보내기도 했다. 1944년 그는 일본 제국과의 전쟁에서 한국광복군을 활용하면 미국에게 도움 될 것이라는 보고서를 작성해 한국광복군 제2지대와 OSS 부대의 합동작전이 가능하도록 도왔다.
1945년 일본의 항복 사태가 도래한 이후 1947년 미 군정 시대 YMCA 총간사로 임명돼 특히 대한민국 시대 한국 전쟁 중 구호활동에 전념하다 1951년 은퇴한다. 대한 독립 운동을 지원한 공로를 인정받아 1952년 1월 대한민국 정부로부터 문화공로훈장과 1968년 3월 1일 건국훈장 독립장을 수여받는다. 은퇴 이후 미국 캘리포니아주 클레몬트의 자택에서 여생을 보내다 1979년 96세의 나이로 사망한다.
대한민국 국가보훈처에서 선정하는 이 달의 독립운동가 중에서 2018년 1월 인물로 선정되었다.

## 학력
- 미국 뉴욕 유니언 신학교 학사(1905년)
- 미국 콜럼비아 신학대학원 신학과 신학석사(1906년)
- 미국 컬럼비아 대학교 대학원 영어영문학과 문학석사(1908년)
- 미국 콜럼비아 연합신학대학원 목회학과 신학석사(1909년)
- 미국 콜럼비아 연합신학대학원 목회학과 신학박사(1921년)